# Taproot
I Taproot sono una band alternative metal formata a Ann Arbor nel Michigan nel 1997, che è riuscita a ritagliarsi uno spazio nel vasto panorama nu metal e a girare in tour con band del calibro di Deftones, Staind, P.O.D., Breaking Benjamin, Chevelle, Linkin Park e Korn.

## Storia
Taproot è un'espressione che si traduce in italiano con il termine botanico “fittone”, che indica la radice principale di un vegetale, che è di dimensioni maggiore delle secondarie e si sviluppa molto più velocemente rispetto a esse.
I componenti del gruppo Mike DeWolf (chitarra), Stephen Richards (voce, chitarra), Phil Lipscomb (basso), Jarrod Montague (batteria)  si incontrano all'università del Michigan e tra loro nasce uno stretto rapporto di amicizia (a parte Mike e Steve che si conoscevano da tempo), che è un elemento fondamentale per la loro musica.
Il gruppo comincia a provare quasi ogni giorno per divertimento senza l'intenzione di arrivare alla notorietà, fino a quando mettono insieme il loro materiale in un demo che spediscono a Fred Durst frontman dei Limp Bizkit.
Fred Durst rimane colpito dal talento dalla band e decide di fare firmare al gruppo un contratto con la casa discografica Interscope Records.
Durst successivamente però decide di mettere da parte il progetto e la band passa all'etichetta Atlantic Records.
Durst, sentendosi tradito, impreca contro la band sulla segreteria telefonica di Stephen Richard, e per ritorsione estromette i System of a Down dal Family Values Tour del 1999, accusandoli di avere aiutato i Taproot a stipulare un accordo con la Atlantic Records. I System verranno poi sostituiti dagli Staind.
Nel giugno 2000 il gruppo pubblica il suo primo album di debutto Gift che riceve un buon responso dalla critica e guadagna ottime posizioni in classifica (soprattutto negli Stati Uniti) grazie al singolo Again & Again, per il quale viene girato un video poi trasmesso a rotazione su Headbangers Ball sul canale MTV2.
Grazie al successo ottenuto dall'album, i quattro iniziano un tour negli Stati Uniti insieme ai Papa Roach, e nel 2001 alla data di apertura del tour europeo dei Deftones suonando in Italia.
Con il supporto di Jack Osbourne figlio di Ozzy Osbourne, si esibiscono sul "second stage" dell'Ozzfest.
Dopo sette mesi di lavoro, la band registra a Los Angeles il nuovo disco Welcome che esce nell'ottobre 2002 riuscendo a riscuotere più successo del precedente.
L'album arriva al 17º posto della Billboard 200 vendendo 51 000 copie in una settimana dalla pubblicazione, grazie al singolo Poem che sale al 5º posto della Mainstream Rock charts; viene estratto come secondo singolo Mine.
I risultati delle vendite sono eccellenti: 472.000 arrivando vicino al disco d'oro.
Successivamente il gruppo parte in tour (Music as a Weapon Tour) con i Disturbed, e come per il tour europeo si prendono una pausa di due anni.
Nell'agosto 2005 la band pubblica il suo terzo album Blue-Sky Research prodotto da Toby Wright e mixato da Chris Lord-Alge, con la collaborazione di Billy Corgan (Smashing Pumpkins) nella realizzazione dei testi di Violent Seas, Lost In The Woods e Promise.
La band abbandona il nu metal e il grunge, per abbracciare sonorità Rock.
Successivamente la band parte in un tour con i From Satellite e gli Evans Blue per la promozione dell'album, ha fatto da supporto ai Chevelle in tour con i Thirty Seconds to Mars; ha inoltre partecipato al Fall Brawl Tour con Staind, P.O.D. come headliners, e Flyleaf come gruppo di apertura.
Il 13 giugno 2006 la band esce dalla Atlantic Records, e nel settembre 2008 fanno uscire un nuovo album, Our Long Road Home, per la Velvet Hammer Records. L'11 maggio 2010 i Taproot pubblicano il loro quinto album, intitolato Plead The Fifth, da cui è stato estratto il singolo Fractured (Everything I Said Was True).

## Stile
I Taproot fondono il tipico stile nu metal con i suoi riff pesanti e pressanti con le sonorità rap; accostando i riff altamente distorti del post-grunge.
Le urla piene di rabbia dalla forte componente melodica creano un'atmosfera malinconica di stampo grunge coinvolgente ed energica.
Il loro sound è influenzato da gruppi come Korn e Faith No More, ma i loro modelli principali sono i Deftones e i Tool, gruppi in cui risalta l'impatto sonoro delle chitarre; inoltre hanno come ispiratori anche i Depeche Mode, dove risaltano le spiccate doti melodiche.
La band ha così creato un mix tra rap metal, campionamenti e diverse tonalità di voce che passano dall'urlato al cantato hip hop; la stessa band ha dichiarato:
Per molti ragazzi sia ascoltare che creare musica è un perfetto modo per esprimere se stessi, le proprie emozioni e la propria rabbia.»
La band ha anche piccole influenze verso il genere emo, che si possono notare soprattutto in Welcome e Blue-Sky Research.

## Formazione
- Stephen Richards – voce, chitarra (1997 –oggi)
- Taylor Roberts – chitarra, voce secondaria (2023 – oggi)
- Phil Lipscomb – basso (1997 –oggi)
- Jarrod Montague – batteria, voce secondaria (1997–2008, 2023 – oggi; ospite nel 2013, 2015, 2017)

Ex membri
- Mike DeWolf – chitarra (1997 – 2015)
- Nick Fredell – batteria (2008 – 2013)
- Dave Coughlin – batteria (2013 – 2023, in tour nel 2023)
- Dave Lizzio – chitarra (2015 – 2023)

## Discografia

### Album in studio
- 2000 - Gift
- 2002 - Welcome
- 2005 - Blue-Sky Research
- 2008 - Our Long Road Home
- 2010 - Plead the Fifth
- 2012 - The Episodes
- 2023 - SC\SSRS

### Singoli
- 2000 - Again and Again (da Gift)
- 2001 - I (da Gift)
- 2002 - Poem (da Welcome)
- 2003 - Mine (da Welcome)
- 2005 - Calling (da Blue-Sky Research)
- 2005 - Birthday (da Blue-Sky Research)
- 2010 - Fractured (Everything I Said Was True) (da Plead the Fifth)

### Demo
- 1998 - ...Something More Than Nothing
- 1999 - Upon Us